# Riddick
Richard B. Riddick (interpretat de Vin Diesel), mai cunoscut doar ca Riddick, este antieroul și personajul principal din seria de patru filme Riddick, și anume Pitch Black, The Chronicles of Riddick, filmul de animație The Chronicles of Riddick: Dark Fury și viitorul film din 2013 Riddick; de asemenea este personajul principal din două jocuri video, The Chronicles of Riddick: Escape from Butcher Bay și The Chronicles of Riddick: Assault on Dark Athena.
În cadrul canonului seriei, Riddick este o persoană cu o înaltă calificare - este extrem de mobil mai ales pentru cineva de mărimea sa, are cunoștințe vaste privind modul de a ucide aproape orice umanoid într-o varietate de moduri, este un supraviețuitor și este extrem de greu ca să fie capturat și ținut închis. De asemenea, este un condamnat periculos și criminal - totuși, în ciuda acestui fapt, uneori acțiunile sale sunt morale sau chiar atipic eroice, de obicei, realizate împotriva celor mai bune decizii ale sale.
Este un bărbat Furyan care a fost mercenar, apoi parte a forțelor de securitate și pilot experimentat de nave spațiale. Riddick este ultimul membru al rasei Furyan, una dintre caracteristicile sale cele mai definitorii sunt ochii săi care "strălucesc"- acest lucru îi permite să vadă orice în întuneric fără nicio dificultate. 